# أروا أميه
أروا أميه (بالإنجليزية: Aruwa Ameh)‏ (10 ديسمبر 1990 بكادونا في نيجيريا - 28 نوفمبر 2011 بكادونا في نيجيريا) هو لاعب كرة قدم نيجيري في مركز الهجوم. لعب مع بايلسا يونايتد وكادونا يونايتد.